# Matías Olguín
Matias Alejandro Olguín Lucero (Santiago, Chile; 20 de marzo de 1996) es un futbolista chileno, se desempeña como portero y actualmente milita en Brujas de Salamanca de la Segunda División de Chile

## Trayectoria
Tras irse a probar a las divisiones inferiores de Cobresal y Audax Italiano, donde fue desechado debido a su baja estatura, fue formado en las divisiones inferiores de Santiago Morning desde los 16 años, no logró jugar partido alguno en el conjunto microbusero, debiendo emigrar en búsqueda de minutos. Tras un paso por la Tercera A chilena defendiendo los arcos de Deportivo Estación Central de la Villa Francia y Club Deportivo Brujas de Salamanca, donde además debió combinar la práctica del fútbol como conductor de aplicaciones y empaque en un supermercado. En 2018, tras ser contactado por su exentrenador en Brujas de Salamanca Osvaldo Hurtado, es contratado por Deportes Santa Cruz de la Segunda División Profesional. Ese mismo año obtiene el ascenso a Primera B, jugando tres partidos como titular del conjunto Unionista.
Tras tres campañas en Santa Cruz, en 2021 es fichado por Deportes Recoleta, en ese entonces en la Segunda División. Esa misma campaña, salen campeones de la División, ascendiendo a Primera B. En la campaña en el ascenso, pese a la llegada del arquero internacional venezolano Luis Romero, logra obtener el puesto de titular, teniendo destacadas actuaciones, como en la igualdad sin goles ante Fernández Vial, en donde atajó un penal servido por Gustavo Gotti.
Para la temporada 2023, es anunciado como nuevo jugador de San Antonio Unido de la Segunda División.El 8 de enero de 2024, es anunciado su regreso a Santiago Morning.

## Clubes
| Club                       | País  | Año       |
| -------------------------- | ----- | --------- |
| Santiago Morning           | Chile | 2014-2015 |
| Deportivo Estación Central | Chile | 2016      |
| Brujas de Salamanca        | Chile | 2017      |
| Deportes Santa Cruz        | Chile | 2018-2020 |
| Deportes Recoleta          | Chile | 2021-2022 |
| San Antonio Unido          | Chile | 2023      |
| Santiago Morning           | Chile | 2024      |
| Brujas de Salamanca        | Chile | 2025-Act. |

## Palmarés

### Campeonatos nacionales
| Título           | Club                | País  | Año  |
| ---------------- | ------------------- | ----- | ---- |
| Segunda División | Deportes Santa Cruz | Chile | 2018 |
| Segunda División | Deportes Recoleta   | Chile | 2021 |